# Tufahija

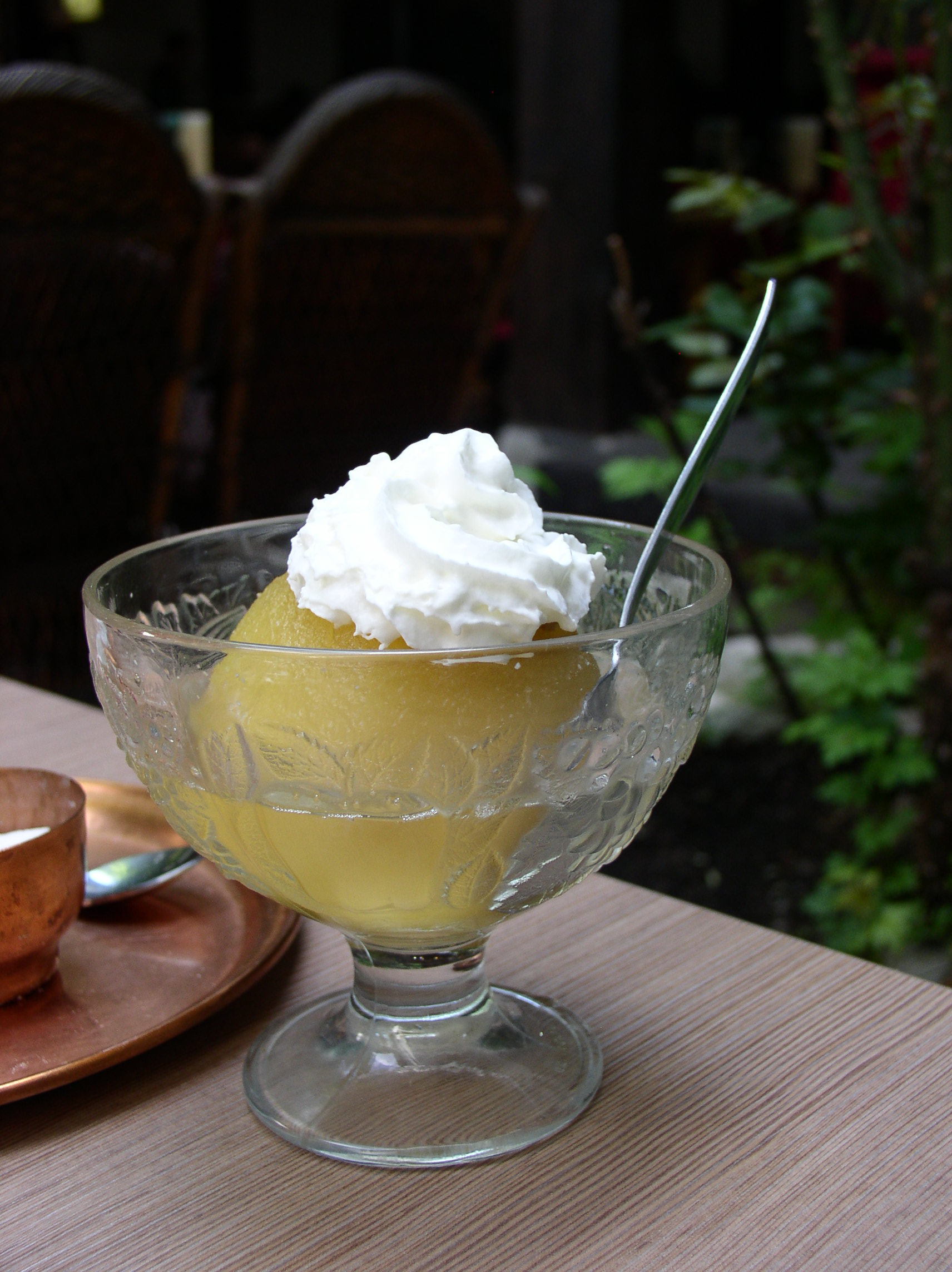
Tufahija

Tufahija ist ein bosnisches Dessert. Es besteht aus einem in Zuckerwasser pochierten Apfel, der mit Walnüssen gefüllt wird.

## Zubereitung
Tufahije werden zubereitet, in dem ein geschälter Apfel mit Walnüssen gefüllt und anschließend in Zuckerwasser pochiert wird. Anschließend werden sie mit ihrem eigenen Sirup übergossen und mit Schlagsahne in einem großen Glas serviert. Traditionell wird zu dieser Süßspeise ein starker Kaffee serviert. Das Dessert wird kalt serviert.

## Etymologie
Das Wort tufahija stammt vom Osmanisch Türkischen Wort tuffāḥa (تفاحة) ab, das „Apfel“ heißt. Dieses Wort hat seinen Ursprung wiederum im Arabischen.